# Clara Ianni

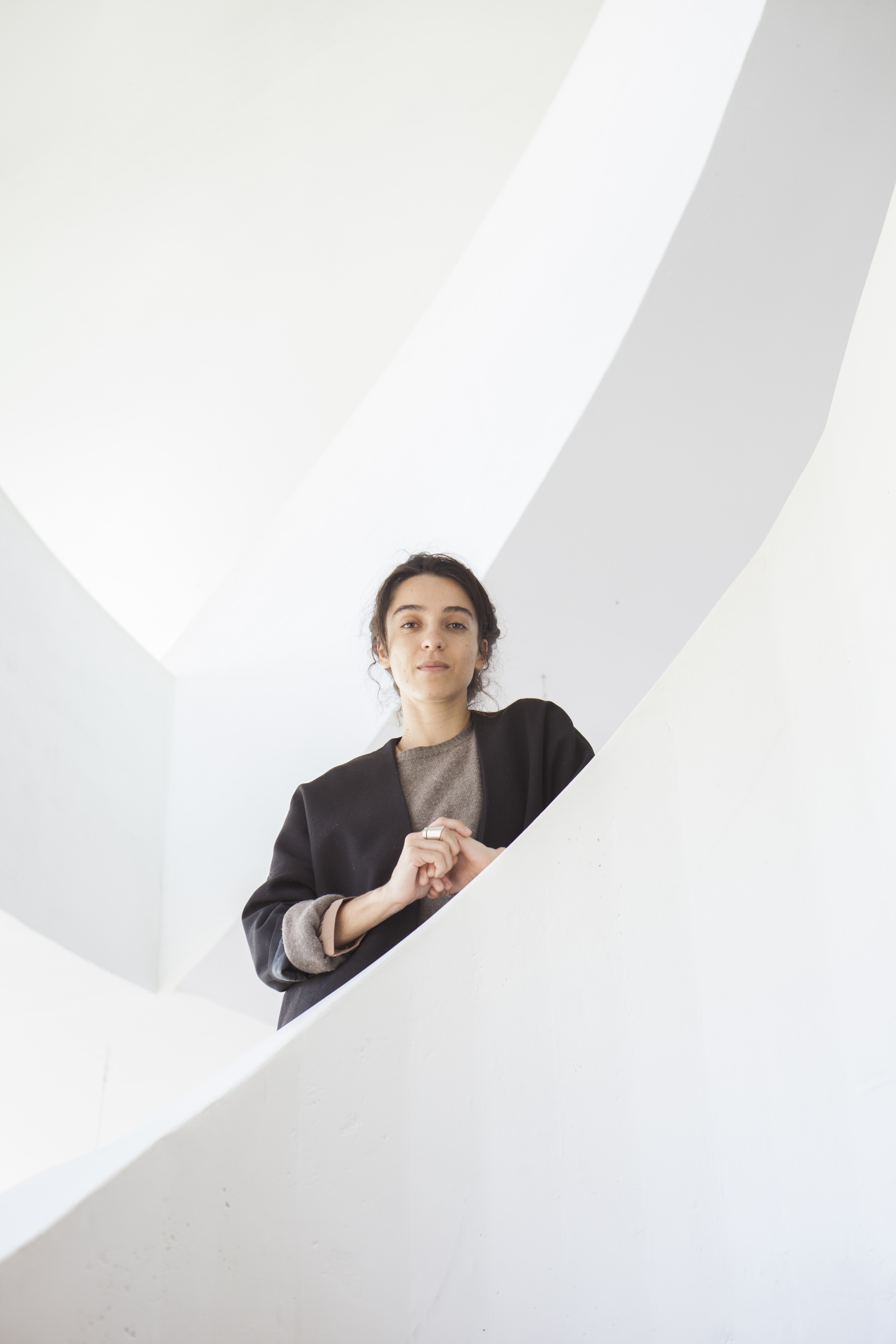
Clara Ianni, em exposição “Demonstrating Minds” (2015) no Kiasma, Museu de arte contemporânea localizado em Helsinki, Finlândia.

Clara Ianni Urbinatti (São Paulo, 1987) é uma artista plástica brasileira, bacharel em Artes Visuais pela Universidade de São Paulo, 2010, e mestre em Visual and Media Anthropology pela Freie Universität, Berlim, Alemanha, 2013.
Seu trabalho se caracteriza pela crítica da sociedade contemporânea, através da investigação das relações entre a arte, política, história e ideologia. A artista faz uso de diferentes mídias como instalação, intervenção, escultura e vídeo. 
Participou da Bienal de Jakarta (2015), da 31a Bienal de São Paulo (2014), da 11a Bienal de Istanbul (2011). Dentre exposições coletivas, participou de "Videobrasil" (2015), "See you in the Planet" (2015), em Tokyo, "Fire and Forget" (2015), em Berlin, e "HIWAR I Conversations in Amman" (2013), na Jordânia, e outras na Itália, Alemanha, Portugal, Jordânia, Kosovo, Bélgica, Finlândia, Japão, Colômbia e Rússia. Participou de residências como o Bolsa Pampulha (2010-2011), HIWAR - Darat Al Funun (2013), e Casa Tomada (2010). Possui obras em coleções particulares e públicas, como FRAC Paris (Fonds régional d'art contemporain Île-de-France). Trabalhou como assistente de curadoria na 7a Bienal de Berlim, curada por Artur Zmijewski e Joanna Warsza, com bolsa do IFA (Institut für Auslandsbeziehungen). Também trabalhou como assistente do conservador chefe do museu do Louvre, Regis Michel, entre 2008 e 2009. Atualmente é membro e editora da publicação internacional do Krytyka Polityczna.

## Currículo
Exposições Individuais
2018 “Repetições”, Galeria Vermelho, São Paulo, Brasil.
2013 “Abstract Labor”, Centro Cultural São Paulo (CCSP), São Paulo, Brazil.
2012 “Totem”, Culturia, Berlin, Germany.
.
Exposições Gerais
2019 “21a Bienal Videobrasl - Comunidades Imaginadas”, São Paulo, Brasil.
2019 “Histórias Feministas”, MASP, São Paulo, Brazil.
2019 “Obra Reciente”, PARQUE Galeria, Mexico.
2019 “Ar: Terra Nulus”, Cineteca Matadero, Madrid, Spain.
2019 “Modern Mondays”, MOMA-NY, New York, United States.
2019 “The ruins of modernist utopias”,  Studio of Young Artists Association, Budapeste, Hungary.
2019 “Conversas em Gondwana” / “conversations in Gondwana”, Centro Cultural São Paulo CCSP, Brasil.
2018 “Interstícios”, Átomos, Rio de Janeiro, Brasil.
2018 “Brasilia Extemporânea”, casa Niemeyer, Brasília, Brasil.
2018 “Estados de Emergência”, Paço das Artes, São Paulo, Brasil.
2018 “Arte, Utopia, Democracia”, Museu de Arte do Rio, Rio de Janeiro, Brasil.
2018 “Il coltello nella carne”, PAC-Padiglione d'Arte Contemporanea, Milan, Italy.
2018 “How can large moutains enter small eyes”, Delfina Foundation, London, UK.
2018 “Spring Fragrance”, Coma Gallery, Sidney, Australia.
2018 “Fracture Zone”, Durban University, South Africa.
2018 “Que Barra”, 397, São Paulo, Brasil.
2018 "Do Silêncio à Memória", Paço das Artes, São Paulo, Brazil.
2018 “São Paulo em 4 atos”, Casa Sertanista, São Paulo, Brazil.
2018 “Verzuimd Braziel: Brasil Desamparado”, 6a Prêmio Marcantonio Vilaça (curador Josué Matos),
2018 “Lethal Design”, MUAC, Lausanne, Switzerland.
2017 “Levantes”, Sesc Pinheiros, São Paulo, Brasil.
2017 “GOTONG ROYONG. Things we do together”, Ujazdowsky Castle, Warsaw, Poland.
2017 Jogyakarta Bienal, Jogyakarta, Indonesia.
2017 “A quebra do sistema”, Al Janiah, São Paulo.
2017 “FUSO - Anual de Videoarte Internacional de Lisboa”, Museu Nacional de Arte Contemporânea de Chiado, Portugal.
2017 “Mostra Direitos em Pauta”, Cinemateca Brasileira, Brasil.
2017 “Osso - Exposição apelo ao amplo direito de defesa de Rafael Braga”, Instituto Tomie Ohtake, Brasil.
2017  “Utopia/Distopia – part I”, MAAT Libon, Portugal.
2017 “Sky is Falling”, CCA Glasgow, UK.
2017 “Talking to Action / Hablar y Actuar”, Ottis College, Ben Maltz Gallery, Los Angeles, EUA.
2017 “Hiatus”, Pinacoteca, São Paulo, Brazil.
2017 “Travessias 5: Emergências”, Galpão Bela Maré, Rio de Janeiro, Brasil.
2016 “Porque Somos elas e eles”, Blau Projects, São Paulo, Brasil.
2016 “Living on - In other words on life?” (Weiterleben), akbild, Vienna, Austria.
2016 “Unter Waffen. Fire and Forget 2”, Museum Angewandte Kunst, Frankfurt Main, Germany.
2016 “Prêmio PIPA”, Museu de Arte Moderna MAM-RJ, Rio de Janeiro, Brasil.
2016 “Countertropicalia”, Tanzquartier Wien GmbH, Austria.
2016 “City”,  Art Museum KUBE, Aalesund, Norway.
2016 “Coletiva”, Galeria Vermelho, São Paulo, Brazil.
2016 “The City Machine (Máquina de Cidade)”, New York, USA.
2016 “International Short Film Festival Oberhausen”, Oberhausen, Germany.
2016 “Totemonumento”, Galeria Leme, São Paulo, Brasil.
2016 “Jogo de Forças”, Paço das Artes, São Paulo, Brasil.
2015 “Jakarta Bienal - Neither Forward, nor Back: Acting in the Present”, Jakarta, Indonesia.
2015 “Empresa Colonial”, Caixa Cultural, São Paulo, Brazil.
2015 “Demonstrating Minds”, Kiasma, Helsinki, Finland.
2015 “Ter Lugar Para Ser”, CCSP, São Paulo, Brazil.
2015 “Quarta-Feira de Cinzas”, Parque Lage, Rio de Janeiro, Brazil.
2015 “MDE15 - Historias Locales/Práticas Globales”, Medellin International Art Encounter, Medellin, Colombia.
2015 “19th Festival VideoBrasil”, São Paulo, Brazil.
2015 “Fire and Forget”, KW Institute for Contemporary Art, Berlin, Germany.
2015 “In Search for a Radical Incomplete: A Perfect Animal Within”, Prishtina, Kosovo.
2015 “Speaking to History”, Extra City Kunsthal, Antwerp, Belgium.
2015 “Frente à Euforia” / “Frente a la Euforia”, Oficina Cultural Oswald Andrade, São Paulo, Brazil.
2015 “See you in the Planet”, 7th Yebisu International Festival for Art and Alternative Media, Tokyo Metropolitan Museum of Photography, Tokyo, Japan.
2014 “31st São Paulo Bienal - How (…) things that doesn’t exist”, São Paulo, Brazil.
2014 “Refrações na Paisagem”, Museu Dragão do Mar, Fortaleza, Brazil.
2014 “Opinione Latina”, Galleria Francesca Minini, Milano, Italy.
2014 “A parte que não te pertence”, Maisterra Valbueno, Madrid, Spain.
2013 “Conversation Pieces”, n.b.k., Berlin, Germany.
2013 “Brutalidade Jardim”, Galeria Marília Razuk, São Paulo, Brazil.
2013 “HIWAR/Conversations in Amman”, Exhibition at Darat Al Funun, The Khalid Shoman Foundation, in Amman, Jordan.
2013 “P33: Formas únicas da continuidade no espaço”, 33º Panorama de Arte Brasileira, MAM - Museu de Arte Moderna de São Paulo, Brazil.
2013 “10 Anos”, Galeria Silvia Cintra+Box10, Rio de Janeiro, Brazil.
2013 “O Segredo é a Alma do Negócio”, Funarte, São Paulo, Brazil.
2012 “III Mostra do Programa de Exposições CCSP”, Centro Cultural São Paulo, Brazil.
2012 “Outras Coisas Visíveis Sobre Papel”, Galeria Leme, São Paulo, Brazil
2012 “É Preciso Confrontar Imagens Vagas Com Gestos Claros”, Oficina Cultural Oswald Andrade, São Paulo, Brazil.
2012 “Architecture as Human Nature”, Supermarkt, Berlin, Alemanha.
2011 “Bolsa Pampulha”, Museu da Pampulha, Belo Horizonte, Brazil.
2011“Untitled” (12th Istanbul Bienal), Istanbul, Turkey.
2011 “O Desvio é o Alvo - Entretanto”, São Paulo, Brazil.
2011 “748.600”, Paço das Artes, São Paulo/Santander Cultural, Recife, Brazil.
2010 “Shadowed by the Future”, Cervantes Institute, São Paulo, Brazil.  
2010 “EDP 2nd Prize for the Young Arts”, Tomie Otahke, São Paulo, Brazil.
2010 “Salão de Arte de Ribeirão Preto”, SARP, Museu de Arte de Ribeirao Preto, Brazil.
2010 “12th National Exhibition of Itajaí”, Itajai, Santa Catarina, Brazil.
2010 “16th New Visuality”, Instituto de Arte Contemporânea, IAC, Maria Antonia, São Paulo, Brazil.
2010 “Trash Metal / Who’s Afraid? / Go”, Galeria Vermelho, São Paulo, Brazil.
2010 “Here you can dream”, Pinacoteca Feevale, Novo Hamburgo, Brazil.
2010 “What is the place of Art?” 61º Salão de Abril, Fortaleza, Ceará, Brazil.
.
Residências Artísticas
2018 Delfina Foundation, London, UK.
2017 A-I-R Laboratory, CCA Ujazdowski Castle, Warsaw, Poland.
2013 HIWAR I Conversations in Amman, Darat Al Funun, Amman, Jordan.
2011 Culturia, Berlin, Germany.
2010 - 2011 Bolsa Pampulha, Museu da Pampulha, Belo Horizonte, Brazil.
2010 Casa Tomada, São Paulo, Brazil.
.
Prêmios
2016 “Prêmio PIPA”, Rio de Janeiro, Brazil.
2015 “19th Festival Videobrasil”, São Paulo, Brasil.
.
Coleções
2017 MOMA - NY, Museum of Modern Art New York, United States.
2016 MAM - RJ, Museu de Arte Moderna, Rio de Janeiro, Brazil.
2014 FRAC, Fonds Régional d’Art Contemporain), Paris, France.
.
Bolsas de Estudos
2016 CAPES University Scholarship for Doctoral artistic research, Universidade de São Paulo, USP, Brazil.
2012-2013 DAAD, MA in Arts Scholarship, Deutscher Akademischer Austauschdient, Germany.
2011 IFA, Institüt fur Auslandsbeziehungen, Berlin, Germany.
2010 Bolsa Pampulha, Museu de Arte da Pampulha, Belo Horizonte, Brazil.
2008 Pro-Int, International exchange - Brazil/France. ECA-USP, Brazil.
2008 Scholarship for research “Adorno, Benjamin, Picasso and the critic of the Modern Project”. PIBIC/CNPQ-Fapesp, Brazil.
.
Experiências Curatoriais
2017 - 2018 Curator and Coordinator in SP of the Project “Re-Remember”, done in collaboration with Goethe Institute, São Paulo, Brazil.
2012 Assistant curator of the 7th Berlin Biennale, curated by Artur Zmijewski.
2008-2009 Assistant curator in the Louvre Museum, Paris, France.
.
Conferências
2016 “Ethics and Aesthetics – artistic production between art and politics”, in  “Art and Trauma-Memory pf Dictatorships in Latin America”, in Goethe Institute, São Paulo, Brazil.
2016 “Exhuming Memories”, in 19th Videobrasil Festival, SESC São Carlos, Brazil.
2015 “Art between the silence and the evidence”, Biblioteca Mario de Andrade, São Paulo, Brazil.
2015 “Artist Talk – Clara Ianni”, Staction, Pristina, Kosovo.
2015 “From Free Form”, 7th Yebisu International Festival for Art and Alternative Media, Tokyo Metropolitan Museum of Photography, Tokyo, Japan.
2015 “Museum Masters-House”, In Frente à Euforia, Oficina Cultural Oswald Andrade, São Paulo, Brazil.
2014 “Right to the City”, 31st São Paulo Bienal, São Paulo, Brazil.
2014 “Art and the Politics of Memory”, Memória - Alicerce da Justiça de transição e dos Direitos Humanos Ministério da Justiça e Coalizão International de Sítios de Consciência, São Paulo, Brazil.
2014 “Museum Masters-House”, OuOnPo and Museu de Arte Moderna, São Paulo, Brazil.
.
Trabalhos como Professora
2016 Assistant Professor of the discipline “Installation – Forms of Artistic Communication”, in the Bachelor of Fine Arts, in Universidade de São Paulo, Brazil.
2013 Professor of the course “Contemporary Art and Culture”, in the MST – Movimento Sem-Terra (Landless Mouvement), during the Bachelor in “Literature and Arts”, in the school ENFF – Escola Nacional Florestan Fernandes, Guararema, Brazil.